# Кудрявцев, Григорий Иванович
Григорий Иванович Кудрявцев (1905, Воронеж — 1959, Москва) — советский хозяйственный, государственный и политический деятель.

## Биография
Родился в 1905 году в Воронеже. Член ВКП(б) с 1929 года.
С 1919 года — на хозяйственной, общественной и политической работе. В 1919—1959 гг. — слесарь на Харьковском паровозостроительном заводе, машинист цеха, секретарь цехового парткома завода им. Петровского, 2-й, 1-й секретарь Красногвардейского райкома Днепропетровского горкома КП(б)У, начальник УНКВД Новосибирской области, начальник УНКГБ Новосибирской области, начальник разведотделения НКВД Карело-Финской ССР, начальник КРО Центрального штаба партизанского движения, замначальника УНКГБ Ростовской области, начальник отдела кадров Главубормаша Министерства сельскохозяйственного машиностроения СССР, на ряде хозяйственных должностей в городе Москве.
16 марта 1941 года доизбран депутатом Верховного Совета СССР 1 созыва от Сталинского избирательного округа №192 (на место репрессированного в 1938 году К. И. Бутенко).
Умер в 1959 году в Москве.